# Избори за председника Руске Федерације 1996.
Председнички избори у Русији 1996. одржали су се у два круга, од којих је први био 16. јуна, а други 3. јула 1996. На њима је актуелни председник Борис Јељцин, који је на изборима учествовао као ванстраначка личност, са освојених 54,4% изашлих бирача, у другом кругу победио канидата Комунистичке партије Генадија Зјуганова. Инаугурација је била 9. августа. Ово су били први избори који су одржани у Русији након распада Совјетског Савеза.